# Casearia resinifera
Casearia resinifera là một loài thực vật có hoa trong họ Liễu. Loài này được Spruce ex Eichler mô tả khoa học đầu tiên năm 1871.